# BayWa
BayWa – niemieckie przedsiębiorstwo założone w 1923 roku w Monachium. Zajmuje się usługami, handlem hurtowym i detalicznym w budownictwie, rolnictwie i energetyce. W 2018 roku BayWa zatrudniała 18 004 osób.

## Handel i usługi
W sektorze rolno-spożywczym BayWa osiąga największe obroty. Do głównych działalności koncernu należy promocja i sprzedaż produktów rolnych oraz handel środkami produkcji rolnej. Główne rynki zbytu firmy znajdują się w Niemczech i Austrii.
W sektorze energetycznym BayWa zajmuje się handlem olejami opałowymi i napędowymi, pelletami i smarami, a także sprzedażą energii pochodzącej ze źródeł odnawialnych. W Niemczech jest również operatorem sieci stacji benzynowych BayWa i AVIA, a w Austrii posiada udziały w koncernie RWA (stacje GENOL). W sektorze budowlanym BayWa jest liderem rynku w Niemczech i Austrii.
W 2014 roku spółka BayWa rozpoczęła działalność w Polsce.
W 2019 roku deweloper BayWa r.e. ukończył budowę farmy fotowoltaicznej o mocy 175 megawatów na południu Hiszpanii. Farma ta (licząca 265 km² powierzchni) jest największą w Europie tego typu inwestycją niewspieraną gwarancjami sprzedaży energii lub publicznymi dotacjami. W lutym 2020 roku w holenderskim Zwolle BayWa rozpoczęła budowę największej w Europie pływającej farmy fotowoltaicznej.

## Logo
W 1972 roku powstało obowiązujące do dziś logo firmy – zielony kwadrat z nazwą przedsiębiorstwa, zaprojektowane przez Ottona Aichera – projektanta piktogramów używanych przy okazji Letnich Igrzysk Olimpijskich w 1972 roku w Monachium.